# Mytilodiscus alnicola
Mytilodiscus alnicola är en svampart som beskrevs av Kropp & S.E. Carp. 1984. Mytilodiscus alnicola ingår i släktet Mytilodiscus och familjen Helotiaceae.   Inga underarter finns listade i Catalogue of Life.